# Ohemul klagan
Med ohemul klagan avsågs i den gamla rättegångsbalken missbrukande av rättegång genom att mot bättre vett, och utan klara skäl, överklaga dom från underrätt eller hovrätt. Om den överklagade domen fastställdes av den högre rätten skulle denna sedan pröva om den överklagande gjort sig skyldig till ohemul klagan, vilket kunde bestraffas med böter.
Detta brott kunde också begås av ombud eller ställföreträdare.
Begreppet förekom också i utsökningslagen.